# ケロッ!とマーチ
「ケロッ!とマーチ」は、角田信朗&いはたじゅりのシングル。2004年5月21日にビクターエンタテインメントから発売された。

## 概要
- テレビアニメ『ケロロ軍曹』のオープニングテーマとして使用された[4]。第357回ではエンディングテーマとして使用された。
- 特典として携帯ストラップが付属した[5]。
- 第257話から第295話までは、ケロロ小隊によるカバーバージョンがオープニングテーマとして使用された。

## 収録曲
1. ケロッ!とマーチ [3:11]
作詞：もりちよこ、作曲・編曲：沢田完
  - テレビアニメ『ケロロ軍曹』オープニングテーマ
2. ケロッ!とマーチ（ケロロ軍曹の、歌唱指導でありますッ!!!） [3:15]
3. ケロッ!とマーチ（角田さんと一緒にカラオケ歌うでありますッ!!!） [3:12]
4. ケロッ!とマーチ（じゅりちゃんと一緒にカラオケ歌うでありますッ!!!） [3:12]
5. ケロッ!とマーチ（オリジナル・カラオケ） [3:10]

## 収録アルバム
| 収録アルバム                          | 発売日         | 規格品番   | 備考                           |
| ------------------------------------- | -------------- | ---------- | ------------------------------ |
| 『地球侵略CD★第1巻『ケロロ編』』      | 2004年8月21日  | VICL-61391 | 超ショートバージョンとして収録 |
| 『地球侵略CD★第2巻『ギロロ編』』      | 2004年9月22日  | VICL-61392 | 超ショートバージョンとして収録 |
| 『地球侵略CD★第3巻『タママ編』』      | 2004年10月21日 | VICL-61393 | 超ショートバージョンとして収録 |
| 『地球侵略CD★第4巻『クルル編』』      | 2004年11月21日 | VICL-61394 | 超ショートバージョンとして収録 |
| 『地球侵略CD★第5巻『ドロロ編』』      | 2004年12月16日 | VICL-61395 | 超ショートバージョンとして収録 |
| 『ケロロソング、全部入りであります!』 | 2005年3月24日  | VICL-61353 |                                |

## 帰ってきたケロッ!とマーチ
「帰ってきたケロッ!とマーチ」は、財津一郎&小倉優子/角田信朗/ケロロ小隊/桑島法子のシングル。2007年3月17日にFlyingDogから発売された。

### 概要
- 「ケロッ!とマーチ」のリメイクとして制作され、歌詞の内容は別物となっている。原曲と同じく、テレビアニメ『ケロロ軍曹』のオープニングテーマとして使用された[13]。
- 初回限定盤（VIZL-219）にはケロロ小隊キーカバーが付属された[14]。
- 2曲目「KERO'T MARCH 〜ソラミミングリッシュであります!〜」は、「ケロッ!とマーチ」の英語バージョンとなっており、原曲も担当した角田信朗が歌っている。映画『超劇場版ケロロ軍曹2 深海のプリンセスであります!』のオープニングテーマとして使用された[15]。
- 3曲目「よきにはからえ!」と4曲目「メールのうた」は、映画『超劇場版ケロロ軍曹2 深海のプリンセスであります!』の挿入歌として使用された[14]。

### 収録曲
1. 帰ってきたケロッ!とマーチ [3:13]
歌：財津一郎&小倉優子
作詞：もりちよこ、作曲・編曲：沢田完
  - テレビアニメ『ケロロ軍曹』オープニングテーマ
2. KERO'T MARCH 〜ソラミミングリッシュであります!〜 [3:08]
歌：角田信朗
作詞：もりちよこ、作曲・編曲：沢田完
  - 映画『超劇場版ケロロ軍曹2 深海のプリンセスであります!』オープニングテーマ
3. よきにはからえ! [4:07]
歌：ケロロ小隊
作詞・作曲・編曲：パッパラー河合
  - 映画『超劇場版ケロロ軍曹2 深海のプリンセスであります!』挿入歌
4. メールのうた [4:03]
歌：桑島法子
作詞：横谷昌宏、作曲・編曲：鈴木さえ子・掛川陽介・本澤尚之
  - 映画『超劇場版ケロロ軍曹2 深海のプリンセスであります!』挿入歌
5. 帰ってきたケロッ!とマーチ KERO'T MARCH 〜ソラミミングリッシュであります!〜（共通オリジナル・カラオケ） [3:08]
6. よきにはからえ!（オリジナル・カラオケ） [4:07]
7. メールのうた（オンド・マルトノ・ヴァージョン） [3:59]

### 収録アルバム
| 曲名                                             | 収録アルバム                                              | 発売日        | 規格品番   |
| ------------------------------------------------ | --------------------------------------------------------- | ------------- | ---------- |
| 帰ってきたケロッ!とマーチ                        | 『ケロロソング、(そこそこ)全部入りであります! 3』         | 2009年3月25日 | VTCL-60024 |
| KERO'T MARCH 〜ソラミミングリッシュであります!〜 | 『超劇場版ケロロ軍曹1・2・3! サントラ名曲集であります!!』 | 2008年7月30日 | VTCL-60073 |
| よきにはからえ!                                  | 『超劇場版ケロロ軍曹1・2・3! サントラ名曲集であります!!』 | 2008年7月30日 | VTCL-60073 |
| メールのうた                                     | 『超劇場版ケロロ軍曹1・2・3! サントラ名曲集であります!!』 | 2008年7月30日 | VTCL-60073 |

## ケロッ!とマーチ2008
「ケロッ!とマーチ2008」は、土田晃之&柳原加奈子のシングル。2008年2月27日にFlyingDogから発売された。

### 概要
- 「ケロッ!とマーチ」のリメイクとして制作された。曲中には柳原の持ちネタや土田によるガンダムを彷彿とさせるセリフが挿入されている[19]。映画『超劇場版ケロロ軍曹3 ケロロ対ケロロ天空大決戦であります!』のオープニングテーマとして使用された[20]。
- カップリングの「燃えろ! ケロロ」は土田によるソロ曲で、映画『超劇場版ケロロ軍曹3 ケロロ対ケロロ天空大決戦であります!』の挿入歌として使用された[21]。アニメの251話でも挿入歌として使用された。

### 収録曲
1. ケロッ!とマーチ2008 [3:09]
歌：土田晃之&柳原加奈子
作詞：もりちよこ、作曲・編曲：沢田完
  - 映画『超劇場版ケロロ軍曹3 ケロロ対ケロロ天空大決戦であります!』オープニングテーマ
2. 燃えろ! ケロロ [2:57]
歌：土田晃之
作詞：里乃塚玲央、作曲・編曲：沢田完
  - 映画『超劇場版ケロロ軍曹3 ケロロ対ケロロ天空大決戦であります!』挿入歌
  - テレビアニメ『ケロロ軍曹』挿入歌
3. ケロッ!とマーチ2008（オリジナル・カラオケ） [3:09]
4. 燃えろ! ケロロ（オリジナル・カラオケ） [2:57]

### 収録アルバム
| 曲名                | 収録アルバム                                              | 発売日        | 規格品番   |
| ------------------- | --------------------------------------------------------- | ------------- | ---------- |
| ケロッ!とマーチ2008 | 『超劇場版ケロロ軍曹1・2・3! サントラ名曲集であります!!』 | 2008年7月30日 | VTCL-60073 |
| 燃えろ! ケロロ      | 『超劇場版ケロロ軍曹1・2・3! サントラ名曲集であります!!』 | 2008年7月30日 | VTCL-60073 |

## その他カバー
| 歌手                                   | 収録アルバム                                                                              | 発売日       | 規格品番   |
| -------------------------------------- | ----------------------------------------------------------------------------------------- | ------------ | ---------- |
| ケロロ小隊                             | 『ケロロソング、(ほぼ)全部入りであります! 2』                                             | 2006年3月8日 | VICL-61871 |
| 井上かおり、梶雅人、清水裕明、中本吉成 | 『キッズソング、だいすきっ! 〜ブンブン ブキューン! Alright! ハートキャッチプリキュア!〜』 | 2010年6月9日 | KICG-281   |